# Pilophorus vicarius
Pilophorus vicarius är en insektsart som beskrevs av Bertil Robert Poppius 1914. Pilophorus vicarius ingår i släktet Pilophorus och familjen ängsskinnbaggar. Inga underarter finns listade i Catalogue of Life.